# قفص الحريم (فلم)
قفص الحريم هو فيلم مصري. صدر في 24 مارس 1986، ومن إخراج حسين كمال.

## قصة الفيلم
عبد الجواد عمدة بالصعيد يعيش مع زوجته أم سعد وأم ريم. تسقط أم ريم من أعلى السلم وتبتر ساقها وتحضر الممرضة. الزوج هو رجل مزواج وأناني، وينظر للنساء على أنهن حريم، توصيه أم ريم قبل أن تفارق الحياة بأن تستكمل ريم دراستها الجامعية، تذهب ريم للإقامة مع جدتها وتستكمل دراستها وتتحرر من تقاليد الحريم.

## طاقم العمل

### ابطال الفيلم
- عزت العلايلي
- شريهان
- هياتم
- فريدة سيف النصر
- عبد المنعم كامل
- سميحة توفيق
- وائل نور
- ناهد سمير
- عبده الوزير
- فاتن فؤاد
- هالة شكري
- عماد عبد العزيز
- مؤمن حسن
- سيد مصطفى
- فاروق فلوكس
- هند حسني
- فايزة عبد الجواد
- ناهد رشدي
- أحمد أبو عبية
- عدوي غيث
- نعيم عيسى
- فكري صادق
- توفيق الكردي
- فوزي الشرقاوي
- رشوان مصطفى
- نبوية سعيد
- كمال سليمان

### الصوت
- مجدي كامل (مهندس الصوت)
- محمود راشد (تسجيل الحوار)
- جليلة الحريري (م. صوت)
- أنور حنفي (م. صوت)
- كميل صبحي (م. صوت)
- حسن إبراهيم (م. صوت)

### إخراج
- حسين كمال (مخرج)
- أسامة فوزي   (مخرج مساعد)
- خيري فرج   (كلاكيت)
- عادل عوض   (م. مخرج)
- هاني جرجس   (مساعد مخرج)

### معمل
- معامل مدينة السينما (مدينة السينما) (إعداد الفيلم)
- سعد عبدالرحمن (رئيس قطاع المعامل)
- مصر للإستوديوهات والإنتاج السينمائي (مصر للاستوديوهات)   (الطبع والتحميض)
- صلاح عبدالحليم   (مدير عام معمل المدينة)
- عمار ساوند   (تسجيل الموسيقى)

### تأليف
- مجيد طوبيا   (قصة وحوار)
- رفيق الصبان   (سيناريو)
- حسين كمال (رؤية سينمائية)

### مونتاج
- رشيدة عبدالسلام   (مونتير)
- محمد الزرقا (مركب الفيلم)
- مارسيل صالح (نيجاتيف)

### توزيع
- أفلام البلجون (المؤسسة السعودية للسينما)
- الدقي فيديو فلم   (توزيع الفيديو بمصر)
- أفلام النصر (محمد حسن رمزي وشركاه) (التوزيع الداخلي)

### تصوير
- عبدالمنعم بهنسي   (مدير التصوير)
- عاطف مكرم   (مصور)

### ماكياج
- عبدالوهاب قطب (ماكيير)
- فاطمة بكري (كوافير)

### إنتاج
- أفلام المعجزة (منتج)
- جرجس فوزي   (منتج منفذ)

### ديكور
- ماهر عبدالنور (مهندس الديكور)
- حسين الشريف.   (منسق المناظر)

### موسيقى
- عمار الشريعي   (الألحان والموسيقى التصويرية)
- عبدالرحمن الأبنودي (تأليف الأغاني)

### فوتو غرافيا
- محمد بكر (مصور فوتوغرافيا)
- حسن لاشين (مصور فوتوغرافيا)

### كاستينج
- مصطفى شمس (ريجيسير)